# Indikator (Technik)

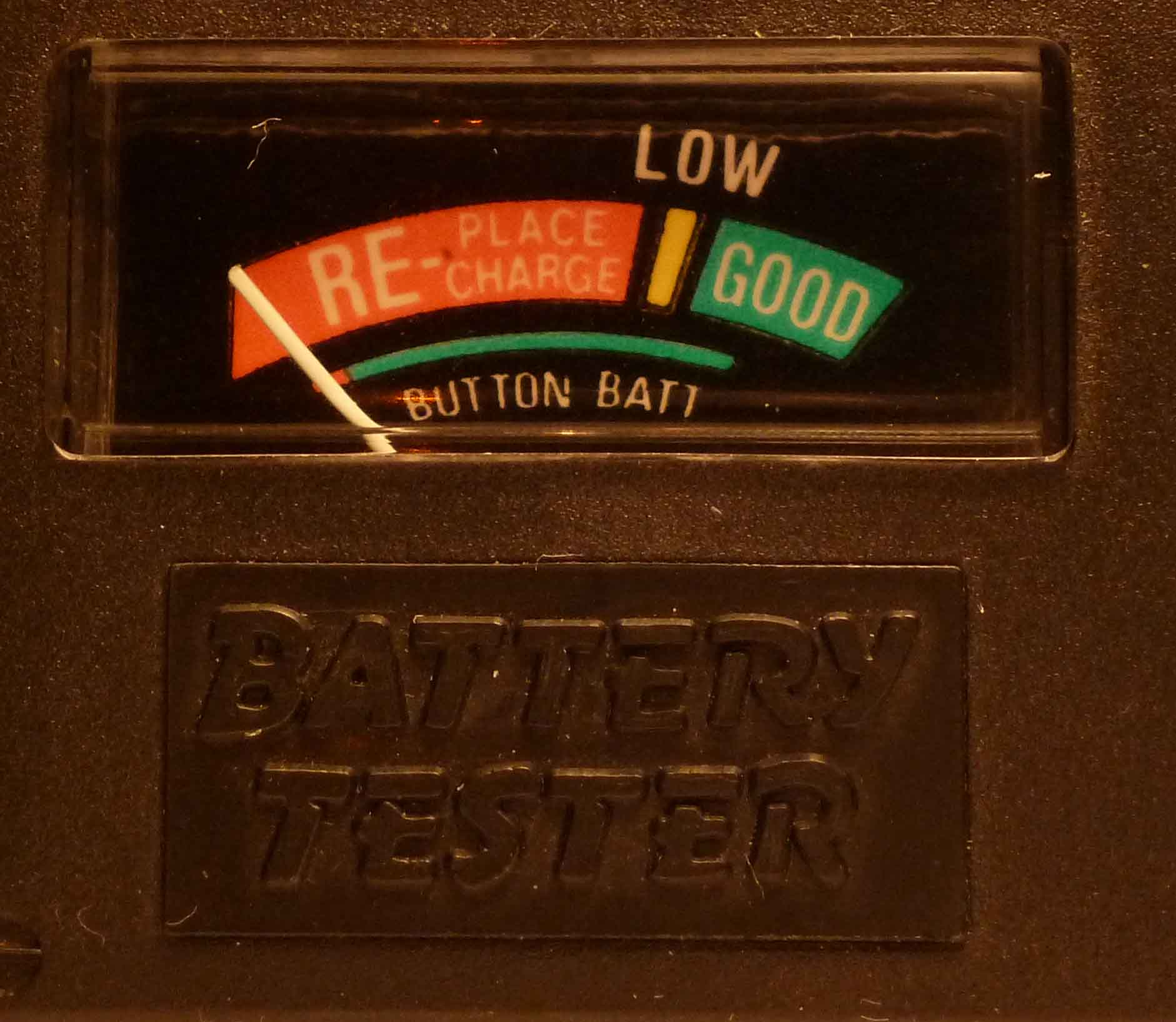
Anzeige eines Batterietesters

Die Bezeichnung Indikator (lateinisch Anzeiger) steht für ein Merkmal oder Anzeichen, das für eine bestimmte Entwicklung, einen eingetretenen Zustand o. Ä. dient. In der Technik werden als Indikator Geräte bezeichnet, die als Anzeigegeräte ohne quantitative Aussage dienen. Sie sind jetzt eher durch Messgeräte ersetzt worden.
Beispiele für Indikatoren sind das Senklot, das Elektroskop und der Batterietester. Dieser zeigt in der Ausführung gemäß Bild eine Gut-/Schlecht-Bewertung der elektrischen Spannung einer Batterie an (und noch einen schmalen Übergangsbereich), aber keinen numerischen Wert.
Ferner ist die Bezeichnung Indikator speziell für eine Apparatur verwendet worden, mit der sich ein zeitlicher Ablauf verfolgen lässt.

## Druckmessung an Kolbenmaschinen

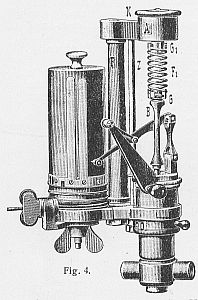
Indikator für Druck

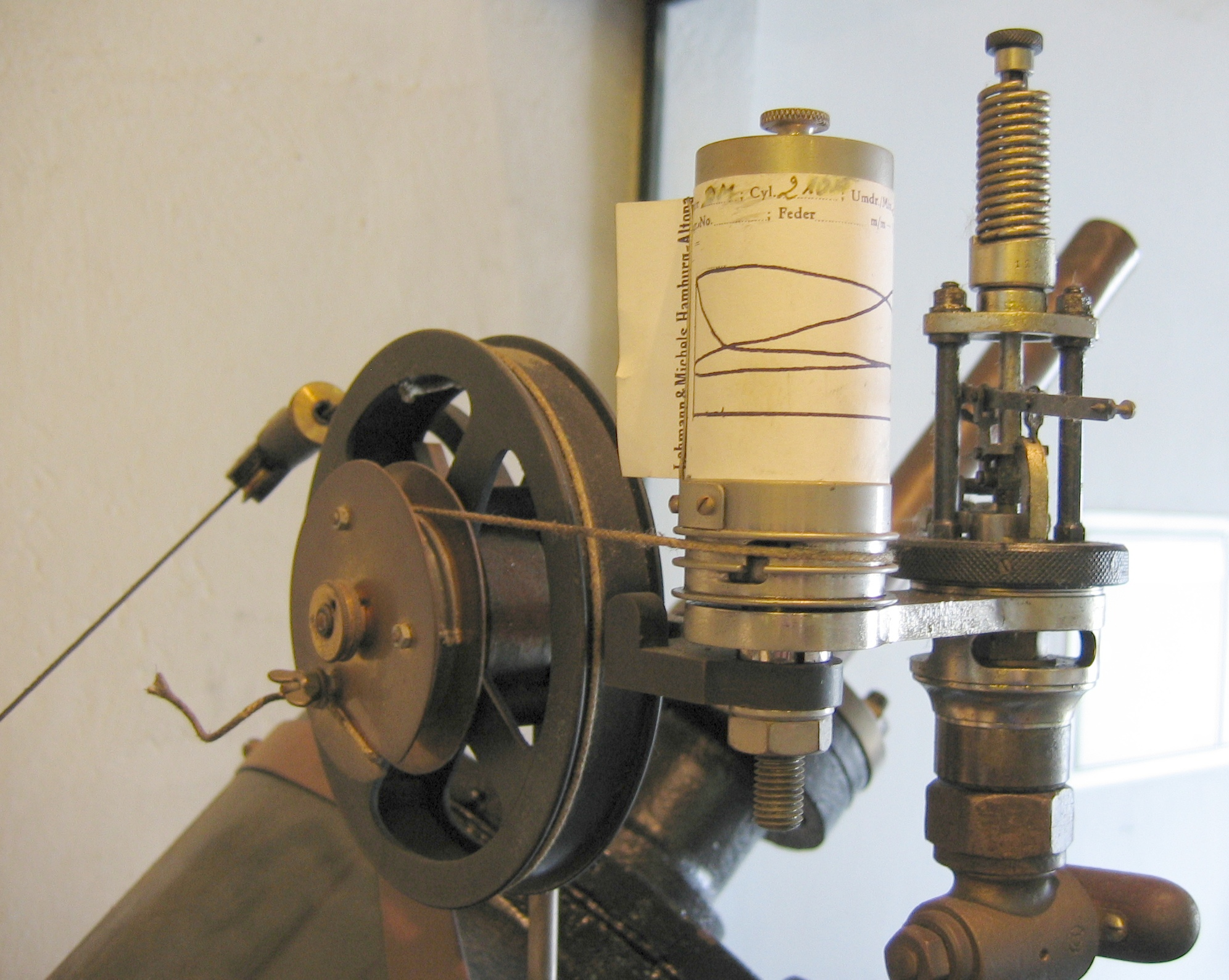
Indikator an einer Dampfmaschine

Aus der Frühzeit der Messtechnik hat sich der Begriff Indikator speziell für eine Messvorrichtung für wechselnde Drücke erhalten. Der erste Dampfdruckindikator zur Ermittlung des Druckverlaufes in einem Zylinder wurde von James Watt im Jahre 1782 entwickelt. Er wurde bei langsamlaufenden Maschinen, etwa Dampfmaschinen, eingesetzt und ist inzwischen, z. B. bei Schiffsdieselmotoren, durch einen Drucksensor mit elektronischer Signalauswertung ersetzt worden, der bei Bedarf auf die Indikatorhähne der einzelnen Zylinder aufgeschraubt wird.  